# هومييريس
هومييريس (بالفرنسية: Humières)‏ هي بلدية تقع في إقليم باد كاليه من منطقة نور با دو كاليه في شمال فرنسا. تبلغ مساحة هذه المدينة 6.81 (كم²)، وترتفع عن سطح البحر 128 م، يبلغ عدد سكانها 242 نسمة حسب إحصاء المعهد الوطني للإحصاء والدراسات الاقتصادية سنة 2009 م. وترأس René Larousse البلدية خلال فترة (2008-2014).